# Insieme: 1992

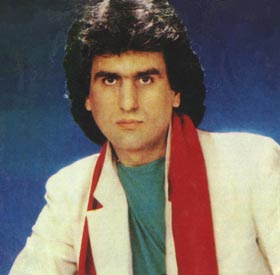
Foto do cantor e compositor italiano Toto Cutugno

"Insieme: 1992" (tradução portuguesa: "Juntos  1992") foi a canção vencedora do Festival Eurovisão da Canção 1990 que teve lugar em Zagreb, Croácia (na ex-Jugoslávia , interpretada em italiano por  Toto Cutugno, em representação da Itália, que obteve a segunda vitória para esse país. Foi a 19.ª canção a ser interpretada na noite do evento , a seguir à canção sueca "Som en vind", interpretada por Edin-Ådahl e antes da canção austríaca "Keine Mauern mehr", interpretada por Simone. A canção italiana terminou a competição em 1.º lugar, recebendo um total de 149 pontos. 

## Autores
- Letra e música: Salvatore Cutugno
- Orquestrador:Gianni Madonini

## Letra
Cutugno cantou que apesar da grande diversidade europeia há que criar uma Europa unida daí o "Insieme". apesar da diversidades culturais, sociais, há que caminhar para uma efetiva unidade europeia, o sonho é de uma Europa unida apesar da sua diversidade cultural. 1992 do título refere-se ao ano em que iria a Comunidade Europeia passaria a chamar-se de União Europeia, deixaria de ser apenas uma comunidade económica para passar a haver uma maior aproximação entre os países, em outros aspetos. Cutugno cantou a canção coma ajuda de cantores da Eslovénia, o grupo Pepel in Kri que haviam representado a Jugoslávia em 1975

## Faixas
CD single
1. "Insieme: 1992" — 4:00
2. "Insieme: 1992" (instrumental) — 4:00

45 rpm
1. "Insieme: 1992" — 4:00
2. "Insieme: 1992" (instrumental) — 4:00

## Certificações
| País   | Certificação | Ano  | Vendas certificadas |
| ------ | ------------ | ---- | ------------------- |
| França | prata        | 1990 | 125,000             |

## Top
| Top (1990)                        | Peak position |
| --------------------------------- | ------------- |
| Austrian Singles Chart            | 3             |
| French SNEP Singles Chart\|França | 9             |
| German Singles Chart              | 13            |
| Swiss Singles Chart               | 2             |

| Top do ano (1990) | Posição |
| ----------------- | ------- |
| Top suíço         | 14      |